# Lanark (Illinois)
Pour les articles homonymes, voir Lanark (homonymie).
Lanark est une ville du comté de Carroll, dans l'Illinois, aux États-Unis. Fondée en 1861, elle est incorporée le 7 juillet 1876,. Lors du recensement de 2010, la ville comptait une population de 1 457 habitants.

## Source de la traduction
- (en) Cet article est partiellement ou en totalité issu de l’article de Wikipédia en anglais intitulé « Lanark, Illinois » (voir la liste des auteurs).